# CZ 97B
Le CZ 97B est un pistolet tchèque produit à la fin des années 1990 pour le marché américain. Cette arme semi-automatique double action est la version chambrée en .45 ACP du fameux CZ 75. Le suffixe B indique qu'il est équipé de la sécurité supplémentaire sur le percuteur intégrée sur le CZ 75 à la fin des années 80. 
Pour accepter le .45 ACP, le pistolet a été modifié, la poignée, le chargeur et le mécanisme ont été élargis. Hormis ces modifications, son mécanisme est identique à celui du CZ 75 qui emprunte énormément au Browning Hi-Power.

## Sources
Cette notice est issue de la lecture des revues spécialisées de langue française suivantes :
- Cibles (Fr)
- AMI/ArMI/Fire (B)
- Action Guns  (Fr)